# 1,2-环氧丁烷
1,2-环氧丁烷（英語：1,2-Epoxybutane）是化学式为CH2(O)CHCH2CH3的一种环氧化合物，带有一个手性碳原子，可由1-丁烯氧化而来，可用于制备1,2-丁二醇。